# Ранчо Пико (Тексас)
Ранчо Пико (енгл. Rancho Chico) насељено је место без административног статуса у америчкој савезној држави Тексас.

## Демографија
По попису из 2010. године број становника је 396, што је 87 (28,2%) становника више него 2000. године.
| Група             | 2000.       | 2010.       |
| Белци             | 23 (7,4%)   | 34 (8,6%)   |
| Афроамериканци    | 9 (2,9%)    | 10 (2,5%)   |
| Азијати           | 0 (0,0%)    | 0 (0,0%)    |
| Хиспаноамериканци | 272 (88,0%) | 352 (88,9%) |
| Укупно            | 309         | 396         |